# 81-7036/7037
81-7036/7037 — модель электровагонов метрополитена, разработанная и выпускавшаяся с 2010 до 2011 года ОАО «Крюковский вагоностроительный завод». Вагоны модели 81-7036 — моторные головные, 81-7037 — промежуточные. Первая на Украине, оснащённая асинхронным тяговым электродвигателем.

## История создания
В начале 2000-х годов был поднят вопрос о разработке более современного и технически совершенного метропоезда, чем уже эксплуатировавшиеся в Киевском метрополитене вагоны серии 81-717/714. В результате в 2000 году был создан электропоезд «Славутич», но его серийное производство налажено не было и Киевский метрополитен продолжал закупки устаревших вагонов с реостатно-контакторной системой управления.
Вторая попытка была предпринята в 2010 году на Крюковском вагоностроительном заводе, где был построен экспериментальный 3-вагонный поезд с асинхронным тяговым приводом и транзисторно-импульсной системой управления. В ноябре 2010 года состав прибыл в Киев для участия в выставке посвящённой юбилею Киевского метрополитена. Выставка проходила на территории ТЧ-3 «Харьковское». После окончания мероприятия состав был отправлен обратно на завод-изготовитель. В декабре 2010 года состав вернулся в ТЧ-3. В августе 2011 года было завершено строительство ещё двух вагонов, которые 23 декабря прибыли в Киев и были добавлены в состав, находящийся в ТЧ-3.
21 августа 2015 года его приобрёл Харьковский метрополитен и сейчас он работает в 5-вагонном исполнении на Салтовской линии.

## Отличия и особенности
Новым вагонам были присвоены следующие обозначения: головным — 81-7036, промежуточным — 81-7037. При изготовлении пяти вагонов из них собрали первый полноценный состав для проведения испытаний.
В новом составе применяются комплектующие, в основном, иностранного производства, изменилась компоновка подвагонного оборудования, на колёсных парах подвешены импортные ТЭД. Применение асинхронных ТЭД за рубежом давно стало распространённым явлением в технике. Асинхронные ТЭД, по сравнению с ТЭД постоянного тока, обладают более высоким КПД, меньшей массой (весом), а за счёт уменьшения количества трущихся деталей — меньшим износом (большей долговечностью). Оснащение состава асинхронными электродвигателями, обладающими по сравнению с ТЭД постоянного тока более высоким КПД, позволяет добавлять в состав прицепные (не моторные) вагоны (как это делалось в составах «Славутич») для снижения веса и, как следствие, экономии электроэнергии, которые, тем не менее, для данного состава произведены не были.
Автосцепка между вагонами заменена простой сцепкой без электроконтактной коробки, благодаря которой осуществлялось соединение электроцепей соседних вагонов состава. На головных вагонах со стороны кабины машиниста для совместимости с остальным парком подвижного состава установлены автосцепки Шарфенберга. Все кабели в данном составе будут соединяться посредством специальных разъёмов, расположенных на торцах вагонов.
На пульте управления составом в кабине машиниста (как на «Славутиче») появился бортовой компьютер, обрабатывающий информацию, поступающую со всех вагонов данного состава.
В интерьер салонов вагонов никаких кардинальных изменений внесено не было, но, в отличие от вагонов моделей 81-7021/7022 форточки сделаны не откидными, а выдвижными.